# Leptonycteris
Leptonycteris är ett släkte av fladdermöss som ingår i familjen bladnäsor.

## Utseende
Arterna har ungefär samma utseende som andra bladnäsor i underfamiljen Glossophaginae. De avviker genom en annan tanduppsättning. Hos Leptonycteris finns de nedre framtänderna kvar men den tredje molaren i underkäkens halvor saknas. Individerna blir 70 till 95 mm långa (huvud och bål), har 46 till 57 mm långa underarmar och väger 18 till 30 g. Svansen finns bara rudimentärt och den är gömd i kroppen. Pälsen har vanligen en rödbrun till kanelbrun färg. Arterna har en lång tunga med papiller. Även bladet (hudfliken) på näsan som är typisk för hela familjen förekommer.

## Ekologi
Habitatet utgörs beroende på art av torra skogar med ek och barrträd, av öknar med glest fördelade buskar eller av områden med agaveväxter. Dessa fladdermöss vilar i grottor, i tunnlar eller i byggnader. Populationer som lever i kyligare områden vandrar före vintern söderut. I grottor bildas vanligen stora kolonier med 10 000 eller fler medlemmar.
Individerna äter nektar, pollen, frukter och insekter. De är viktiga pollinatörer för kaktusväxter och agaveväxter. Honor bildar före ungarnas födelse kolonier som är skilda från hanarna. Per kull föds en unge. Ungen väger vid födelsen cirka 7 g och den diar sin mor fyra till åtta veckor.

## Arter
Arter enligt Catalogue of Life, Wilson & Reeder (2005) samt IUCN:
- Leptonycteris curasoae, förekommer i norra Colombia och norra Venezuela.
- Leptonycteris nivalis, lever i Mexiko.
- Leptonycteris yerbabuenae, hittas från sydvästra USA till Honduras.

IUCN listar Leptonycteris nivalis som starkt hotad (EN) och de andra arterna som sårbar (VU).